# SPARKLE
SPARKLE, SPARKLE Computer Co., Ltd. — тайванський виробник відеокарт.
Заснований у 1982 році з головним офісом у Тайбеі. Виробляє відеокарти на основі чипів NVidia та Intel.